# Euplexia catephiodes
Euplexia catephiodes är en fjärilsart som beskrevs av George Francis Hampson 1908. Euplexia catephiodes ingår i släktet Euplexia och familjen nattflyn. Inga underarter finns listade i Catalogue of Life.